# 马可·米歇艾格纳
马可·米歇艾格纳（義大利語：Marco Misciagna，1984年2月5日—）是一位意大利小提琴家和中提琴家。

## 生平
马可·米歇艾格纳出生于意大利巴里。15岁时，他毕业于巴里
N.皮奇尼音乐学院，主修小提琴和中提琴专业，后来在罗马圣切契利亚国立音乐学院获得文凭。作为音乐学院的优秀杰出学生，他曾被前意大利共和国总统卡洛·阿泽利奥·钱皮邀请到罗马奎里纳莱宫。他与科拉多·罗马诺和乔尔杰·特库利亚，前萨格勒布四重奏第一小提琴手一同学习。后来，他在克雷莫纳的施陶弗音乐学院师从萨尔瓦托雷·阿卡多，在锡耶纳的奇吉亚纳音乐学院师从鲍里斯·贝尔金和朱里·巴什梅特，在那里他获得了两份荣誉文凭，并两次获得锡耶纳蒙特帕斯基奖，且被评为学校最佳小提琴手和最佳中提琴演奏家。（这是学院史上第一次）

### 音乐生涯
1999年，他荣获了维托里奥威尼托青年才俊音乐家比赛的一等奖。
多年来，他一直担任马拉加西班牙弦乐团的独奏演员，并曾受邀在各大音乐厅和国际机构演出，其中包括柏林爱乐乐团、埃森爱乐乐团、汉堡自由大厅、曼海姆玫瑰园、纽伦堡名歌手厅、摩纳哥摄政王剧院、毕尔巴鄂阿里亚加剧院、维也纳金色大厅、圣塞巴斯蒂安维多利亚·尤金尼亚剧院、科米塔斯室内音乐厅、基辅歌剧院、突尼斯达塞巴斯蒂安音乐厅、罗马西诺波利音乐公园礼堂、加利福尼亚州圣地亚哥巴尔博亚剧院、福克斯图森剧院、新墨西哥州圣达菲圣弗朗西斯礼堂、艾斯曼中心、鲁德剧院、德克萨斯州帝国剧院、弗吉尼亚州汉普顿美国剧院、雷曼中心和卡内基音乐厅。

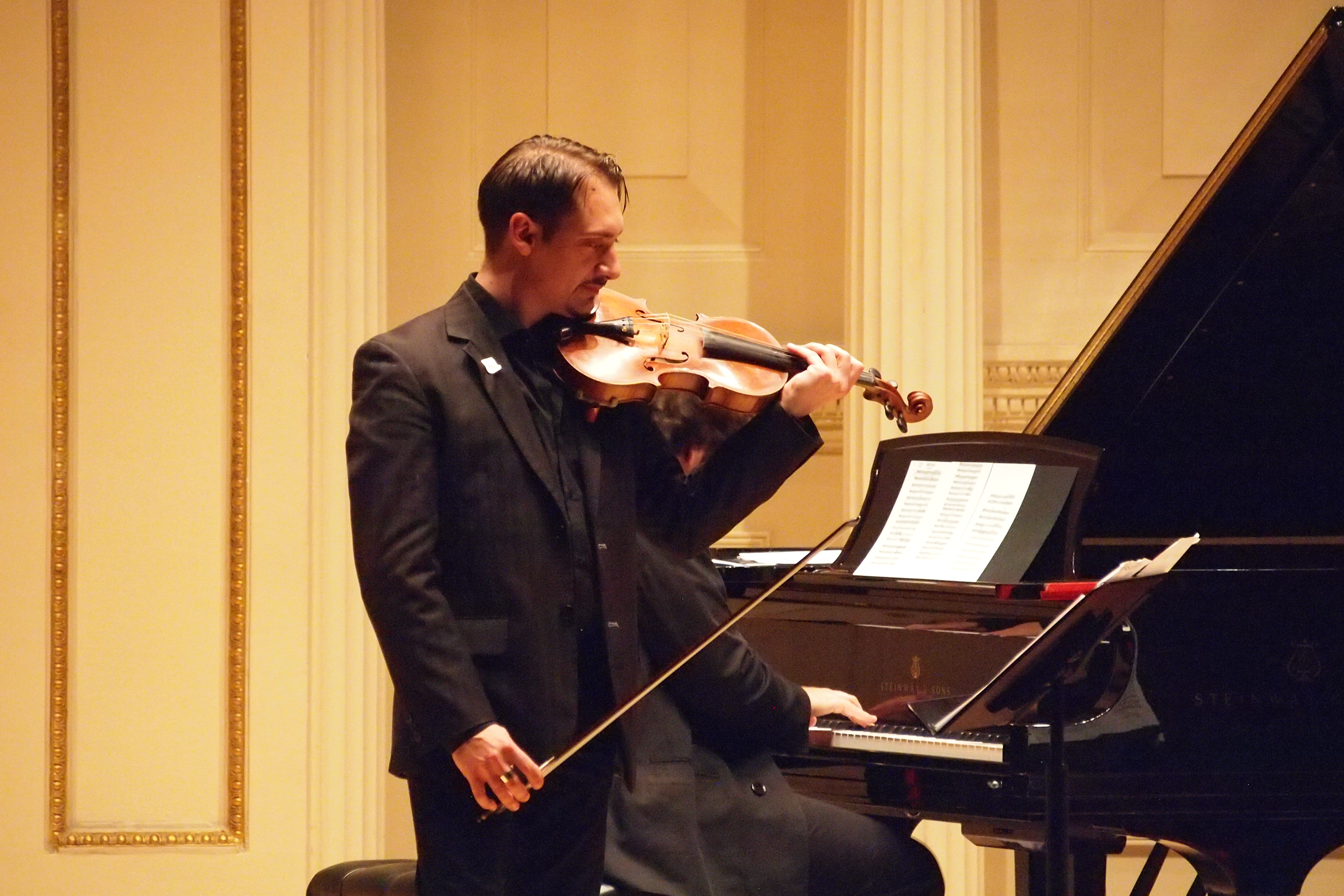
卡内基音乐厅 纽约 2015

他是莫诺波利尼諾·羅塔音乐学院的中提琴教授，同时也是坦波夫谢尔盖·拉赫玛尼诺夫国立音乐学院、符拉迪沃斯托克远东国立艺术学院（俄罗斯）、苏塞音乐学院（突尼斯苏塞大学）、古巴圣地亚哥埃斯塔万萨拉斯音乐学院、佩特曼国立青少年音乐学院（新西兰奥克兰）、埃里温科米塔斯国立音乐学院（亚美尼亚）的荣誉教授。他是阿尔汉格尔斯克州室内乐团、埃斯特班萨拉斯室内乐团和古巴东方交响乐团的荣誉首席独奏演员。
2018年，他因纪念基辅歌剧院成立150周年而获得乌克兰副总理颁发的金质奖章。 
他是意大利红十字会志愿军军官。

## 作品

### 唱片目录
他的 CD 专辑献给 巴托洛梅奥·坎帕尼奥利 的 41 首中提琴随想曲，其中作品22荣获了两项全球音乐奖金牌在加利福尼亚州。 
- 经典圣诞节, 2010[15]
- 尼古洛·帕格尼尼，2018[16]
- 中提琴和钢琴的优美旋律，2021[17]
- 室内乐和钢琴独奏作品，卷3，2021[18]
- 最伟大的中提琴和钢琴电影原声带，2022[19]
- 马乌力切维: 无伴奏中提琴完整音乐, 2022[20]
- 费德里戈·菲奥里洛：36首小提琴随想曲 ,其中Op.3由马可·米西亚尼亚为中提琴转录, 2023[21]
- 布鲁门西特藤戈：24 首小提琴练习曲 Op.33, 2023[22]
- 理查德·霍夫曼：15 首中提琴练习曲 Op.87, 2024[23]
- 弗朗西斯科·保罗·苏普里亚尼：12 首大提琴托卡塔，由馬可·米歇艾格納改编为中提琴, 2024[24]
- 波西米亚狂想曲，由马可·米歇艾格纳改编为中提琴独奏（音乐会现场版）, 2024[25]
- 蒂科-蒂科，由马可·米歇艾格纳改编为中提琴独奏（音乐会现场版）, 2024[26]
- 桑巴中提琴独奏（音乐会现场版)音乐由 马可·米歇艾格纳创作, 2024[27]
- 埃米尔·普瓦卢：20 首小提琴歌曲和特色练习曲，由马可·米歇艾格纳改编为中提琴, 2024[28]
- 海因里希·比贝尔：中提琴独奏帕萨卡利亚舞曲，由馬可·米歇艾格納(音乐会现场版），2024[29]

## 荣誉

### 勋章和奖章
- 2016 年 4 月 16 日被授予君士坦丁圣乔治神圣军事勋章银禧功绩勋章[30]
- 2018 年 5 月 27 日被授予君士坦丁圣乔治神圣军事勋章“教皇克莱门特十一世颁布的 300 战斗教堂的钟声 周年功绩银质勋章”
- 2018年5月被授予金质勋章在纪念乌克兰国家歌剧院成立 150 周年活动中[31]
- 瓜尔迪亚皮埃蒙特塞被授予荣誉公民称号（意大利）
- 艾瓦勒克市荣誉市民称号（土耳其, 2018 年 2 月）[32]
- 乌克兰合作奖章，第988号- 2020年11月2日[33]
- 圣乔治乌克兰勋章，第1725号- 2020年11月2日[34]
- 古巴圣地亚哥市的尊贵访客[35]

## 外部連結
- 官方网站 （页面存档备份，存于）
- 马可·米歇艾格纳在互联网电影资料库（IMDb）上的資料（英文）
- 马可·米歇艾格纳的Discogs页面（英文）